# Best of Aya Ueto: Single Collection
Pour les articles homonymes, voir Best of.
Albums de Aya Ueto
License
(2006) Happy Magic ~Smile Project~
(2009)
Best of Aya Ueto: Single Collection est la 1re compilation de Aya Ueto, sorti sous le label Pony Canyon le 20 septembre 2006 au Japon. Il atteint la 5e place du classement de l'Oricon. Il se vend à 28 213 exemplaires la première semaine, et reste classé pendant 8 semaines, pour un total de 48 073 exemplaires vendus. C'est le 3e album le plus vendu de Aya Ueto. Il sort en format CD et CD+DVD.

## Liste des titres
| 1.  | Pureness                                                       | 4:05 |
| 2.  | Kizuna                                                         | 4:56 |
| 3.  | Hello                                                          | 4:45 |
| 4.  | Message                                                        | 4:21 |
| 5.  | Personal                                                       | 4:40 |
| 6.  | Kanshou (感傷)                                                 | 4:45 |
| 7.  | Mermaid                                                        | 3:53 |
| 8.  | Binetsu (微熱)                                                 | 4:04 |
| 9.  | Ai no Tame ni. (愛のために。)                                  | 5:06 |
| 10. | Kaze (風)                                                      | 3:08 |
| 11. | Okuru Kotoba ~Single Version~ (贈る言葉～シングルバージョン～) | 4:32 |
| 12. | Afuresou na Ai, Daite (あふれそうな愛、抱いて)                 | 4:52 |
| 13. | Namida wo Fuite ~o.s.c.mix~ (涙をふいて～o.s.c.mix～)          | 3:12 |
| 14. | Usotsuki (ウソツキ)                                            | 4:39 |
| 15. | Yume no Chikara (夢のチカラ)                                   | 4:46 |
| 16. | Kaze wo Ukete (風をうけて)                                     | 5:06 |
| 17. | Egao No Mama De (笑顔のままで)                                 | 5:16 |
| 18. | Shimokita Ijou Harajuku Miman (下北以上 原宿未満)              | 3:46 |

| 1.  | Pureness                      |  |
| 2.  | Hello                         |  |
| 3.  | Message                       |  |
| 4.  | Kanshou                       |  |
| 5.  | Binetsu                       |  |
| 6.  | Ai no Tame ni.                |  |
| 7.  | Afuresou na Ai, Daite         |  |
| 8.  | Yume no Chikara               |  |
| 9.  | Egao no Mama de               |  |
| 10. | Shimokita Ijou Harajuku Miman |  |